# Campionati italiani estivi di nuoto 2007
I Campionati italiani estivi di nuoto 2007 si sono svolti a Pesaro tra il 24 e il 28 luglio 2007.

## Podi

### Uomini
| Evento               | Oro                                                                                          | Tempo         | Argento                                                                                            | Tempo    | Bronzo                                                                                   | Tempo    |
| Stile libero         |                                                                                              |               | |          |                                                                                          |          |
| 50 m                 | Federico Bocchia                                                                             | 22.67         | Alessandro Calvi                                                                                   | 23.13    | Stefano Garzonio                                                                         | 23.15    |
| 100 m                | Filippo Magnini                                                                              | 49.22         | Alessandro Calvi                                                                                   | 50.09    | Luca Pasteris                                                                            | 50.79    |
| 200 m                | Filippo Magnini                                                                              | 1'47.16       | Emiliano Brembilla                                                                                 | 1'48.34  | Nicola Cassio                                                                            | 1'49.56  |
| 400 m                | Massimiliano Rosolino                                                                        | 3'49.62       | Emiliano Brembilla                                                                                 | 3'50.13  | Federico Colbertaldo                                                                     | 3'51.57  |
| 800 m                | Federico Colbertaldo                                                                         | 7'57.44       | Samuel Pizzetti                                                                                    | 8'02.17  | Gabriele Zancanaro                                                                       | 8'04.13  |
| 1500 m               | Samuel Pizzetti                                                                              | 15'11.67      | Federico Colbertaldo                                                                               | 15'16.27 | Christian Minotti                                                                        | 15'24.77 |
| Dorso                |                                                                                              |               | |          |                                                                                          |          |
| 50 m                 | Mirco Di Tora                                                                                | 26.05         | Niccolò Beni                                                                                       | 26.45    | Enrico Catalano                                                                          | 26.54    |
| 100 m                | Mirco Di Tora                                                                                | 55.68         | Enrico Catalano                                                                                    | 55.69    | Damiano Lestingi                                                                         | 56.27    |
| 200 m                | Damiano Lestingi                                                                             | 2'00.98       | Mattia Aversa                                                                                      | 2'02.24  | Luca Marin                                                                               | 2'02.74  |
| Rana                 |                                                                                              |               | |          |                                                                                          |          |
| 50 m                 | Alessandro Terrin                                                                            | 27.83         | Marco Sommaripa                                                                                    | 28.53    | Luca Residori                                                                            | 28.60    |
| 100 m                | Fabio Scozzoli                                                                               | 1'02.55       | Edoardo Giorgetti Luca De Matteis                                                                  | 1'02.57  |                                                                                          |          |
| 200 m                | Paolo Bossini                                                                                | 2'13.90       | Edoardo Giorgetti                                                                                  | 2'15.12  | Luca De Matteis                                                                          | 2'15.20  |
| Farfalla             |                                                                                              |               | |          |                                                                                          |          |
| 50 m                 | Mattia Nalesso                                                                               | 24.38         | Rudy Goldin                                                                                        | 24.44    | Simone Corbò                                                                             | 24.63    |
| 100 m                | Mattia Nalesso                                                                               | 53.48         | Rudy Goldin                                                                                        | 54.06    | Paolo Villa                                                                              | 54.20    |
| 200 m                | Niccolò Beni                                                                                 | 2'00.01       | Michele Cosentino                                                                                  | 2'00.17  | Francesco Vespe                                                                          | 2'00.47  |
| Misti                |                                                                                              |               | |          |                                                                                          |          |
| 200 m                | Alessio Boggiatto                                                                            | 2'01.94       | Massimiliano Rosolino                                                                              | 2'02.02  | Federico Turrini                                                                         | 2'02.66  |
| 400 m                | Alessio Boggiatto                                                                            | 4'15.85       | Luca Marin                                                                                         | 4'19.23  | Federico Turrini                                                                         | 4'20.63  |
| Staffette            |                                                                                              |               | |          |                                                                                          |          |
| 4x100 m stile libero | Centro Sportivo Carabinieri Mauro Gallo Mattia Nalesso Federico Cappellazzo Alessandro Calvi | 3'21.74       | Larus Nuoto Massimiliano Rosolino Antonio Filosi Simone Manni Filippo Magnini                      | 3'25.61  | Centro Sportivo Esercito Paolo Villa Gianluca Ermeti Federico Bocchia Fabrizio Addamiano | 3'25.66  |
| 4x200 m stile libero | Circolo Canottieri Aniene A Nicola Cassio Damiano Lestingi Marco Belotti Paolo Bossini       | 7'21.18 - RIS | Centro Sportivo Carabinieri Federico Cappellazzo Samuel Pizzetti Nicola Bolzonello Francesco Vespe | 7'22.81  | Larus Nuoto Massimiliano Rosolino Antonio Filosi Simone Manni Filippo Magnini            | 7'24.06  |
| 4x100 m misti        | Circolo Canottieri Aniene A Damiano Lestingi Edoardo Giorgetti Marco Belotti Nicola Cassio   | 3'43.79       | Centro Sportivo Esercito Federico Turrini Marco Sommaripa Rudy Goldin Fabrizio Addamiano           | 3'44.19  | Gruppo Sportivo Fiamme Oro Roma Mirco Di Tora Davide Cassol Luca Gardonio Andrea Savino  | 3'46.23  |

### Donne
| Evento               | Oro                                                                                          | Tempo          | Argento                                                                                     | Tempo    | Bronzo                                                                                | Tempo    |
| Stile libero         |                                                                                              |                |                                                                                             |          |                                                                                       |          |
| 50 m                 | Cristina Chiuso                                                                              | 25.80          | Silvia Copetta                                                                              | 25.91    | Maria Laura Simonetto                                                                 | 26.36    |
| 100 m                | Cristina Chiuso                                                                              | 56.08          | Maria Laura Simonetto                                                                       | 56.39    | Delfina Pinto                                                                         | 56.55    |
| 200 m                | Federica Pellegrini                                                                          | 1'58.43        | Flavia Zoccari                                                                              | 2'00.82  | Francesca Segat                                                                       | 2'01.26  |
| 400 m                | Federica Pellegrini                                                                          | 4'08.50        | Flavia Zoccari                                                                              | 4'13.25  | Irene De Biasi                                                                        | 4'15.39  |
| 800 m                | Federica Pellegrini                                                                          | 8'29.01        | Irene De Biasi                                                                              | 8'40.98  | Roberta Ioppi                                                                         | 8'43.24  |
| 1500 m               | Irene De Biasi                                                                               | 16'31.35 - RIC | Carolina Bianchetto                                                                         | 16'42.38 | Martina Grimaldi                                                                      | 16'53.85 |
| Dorso                |                                                                                              |                |                                                                                             |          |                                                                                       |          |
| 50 m                 | Elena Gemo                                                                                   | 29.69          | Ramona Livi                                                                                 | 30.19    | Giorgia Gramillano                                                                    | 30.25    |
| 100 m                | Romina Armellini Elena Gemo                                                                  | 1'03.61        |                                                                                             |          | Veronica Neri                                                                         | 1'03.63  |
| 200 m                | Alessia Filippi                                                                              | 2'11.99        | Romina Armellini                                                                            | 2'15.85  | Roberta Ioppi                                                                         | 2'16.01  |
| Rana                 |                                                                                              |                |                                                                                             |          |                                                                                       |          |
| 50 m                 | Roberta Panara                                                                               | 31.77          | Ombretta Plos                                                                               | 32.34    | Serenella Parri                                                                       | 32.63    |
| 100 m                | Ombretta Plos                                                                                | 1'09.38        | Roberta Panara                                                                              | 1'10.56  | Veronica Demozzi                                                                      | 1'11.03  |
| 200 m                | Ombretta Plos                                                                                | 2'31.43        | Silvia Rossi                                                                                | 2'32.94  | Irene Bonora                                                                          | 2'33.09  |
| Farfalla             |                                                                                              |                |                                                                                             |          |                                                                                       |          |
| 50 m                 | Cristina Maccagnola                                                                          | 26.88          | Elena Gemo                                                                                  | 27.66    | Delfina Pinto                                                                         | 28.02    |
| 100 m                | Francesca Segat                                                                              | 59.67          | Cristina Maccagnola                                                                         | 1'00.30  | Ambra Migliori                                                                        | 1'00.70  |
| 200 m                | Francesca Segat                                                                              | 2'10.26        | Paola Cavallino                                                                             | 2'10.65  | Emanuela Albenzi                                                                      | 2'11.37  |
| Misti                |                                                                                              |                |                                                                                             |          |                                                                                       |          |
| 200 m                | Alessia Filippi                                                                              | 2'13.08 - RI   | Livia Travaglini                                                                            | 2'17.92  | Erica Buratto                                                                         | 2'18.18  |
| 400 m                | Alessia Filippi                                                                              | 4'43.51        | Martina Grimaldi                                                                            | 4'51.86  | Erica Buratto                                                                         | 4'53.76  |
| Staffette            |                                                                                              |                |                                                                                             |          |                                                                                       |          |
| 4x100 m stile libero | Circolo Canottieri Aniene Ambra Migliori Alessandra Morotti Elena Gemo Federica Pellegrini   | 3'48.71        | Plain Team Veneto A Silvia Copetta Alice Carpanese Diana Luise Maria Laura Simonetto        | 3'49.30  | Aurelia Nuoto Alessandra Biondi Federica Maria Biondi Flavia Zoccari Cristina Chiuso  | 3'52.83  |
| 4x200 m stile libero | Plain Team Veneto A Alice Carpanese Renata Spagnolo Carolina Bianchetto Irene De Biasi       | 8'12.59        | Circolo Canottieri Aniene Ambra Migliori Caterina Giacchetti Elena Gemo Federica Pellegrini | 8'14.20  | Aurelia Nuoto Flavia Zoccari Martina Rita Caramignoli Rachele Bruni Francesca Tittone | 8'21.86  |
| 4x100 m misti        | Circolo Canottieri Aniene Romina Armellini Noemi Di Renzo Ambra Migliori Federica Pellegrini | 4'13.13        | Forum Sport Center Alice Ferri Ombretta Plos Chiara Mazzoni Erika Ferraioli                 | 4'14.21  | DDS srl Carla Elena Stampfli Roberta Panara Cristina Maccagnola Giorgia Mancin        | 4'15.74  |